# Ernesto Mair
Ernesto Mair (Villabassa, 11 maggio 1946) è un ex slittinista italiano.

## Biografia
Nato nel 1946 a Villabassa, in Alto Adige, è fratello di Sigisfredo Mair, anche lui slittinista, morto nel 1977 a 37 anni per incidente stradale, suo compagno di doppio durante la carriera e medaglia di bronzo nel doppio ai Giochi di Innsbruck 1964 insieme a Walter Außendorfer.
Nel 1964 ha conquistato due medaglie d'oro agli Europei juniores di Kufstein, trionfando sia nel singolo sia nel doppio con Enrico Graber.
3 anni dopo, invece, è salito sul podio ai Mondiali di Hammarstrand 1967 insieme al fratello Sigisfredo, chiudendo in 1'40"43 dietro a una coppia tedesca orientale e una austriaca. È arrivato tra i primi dieci nella competizione iridata, nelle altre quattro partecipazioni, anche a Davos 1965, 6º, a Schönau am Königssee 1969, 5º con il tempo di 1'28"62 e a Valdaora 1971, 4º in 1'22"69, in tutti i casi nel doppio con Sigisfredo Mair. 
A 21 anni ha partecipato ai Giochi olimpici di Grenoble 1968, nel doppio insieme a Sigisfredo Mair, arrivando 10º con il tempo totale di 1'38"67 (49"10 nella 1ª manche, 49"57 nella 2ª).
4 anni dopo, a 25 anni, ha preso di nuovo parte alle Olimpiadi, quelle di Sapporo 1972, sempre nel doppio con Sigisfredo Mair, terminando 8º con il tempo totale di 1'30"26 (45"22 nella 1ª manche, 45"04 nella 2ª).
Agli Europei si è piazzato 13º nel doppio e 17º nel singolo a Schönau am Königssee 1967 e 10º nel doppio e 15º nel singolo a Imst 1971.
Ha chiuso la carriera nel 1972, a 25 anni.

## Palmarès

### Campionati mondiali
- 1 medaglia:
  - 1 bronzo (Doppio a Hammarstrand 1967)

### Campionati europei juniores
- 2 medaglie:
  - 2 ori (Singolo a Kufstein 1964, doppio a Kufstein 1964)